# Darko Gyabi
Darko Boateng Gyabi (Catford, 18 febbraio 2004) è un calciatore inglese, centrocampista del Plymouth in prestito dal Leeds Utd.

## Carriera

### Club
Cresciuto nel settore giovanile di Cray Wanderers, Millwall e Manchester City, il 4 luglio 2022 è stato ceduto a titolo definitivo al Leeds Utd come parziale contropartita (valutata 5 milioni di sterline) per Kalvin Phillips. Ha debuttato in prima squadra il 9 novembre seguente nell'incontro di Coppa di Lega perso 1-0 contro il Wolverhampton, mentre il 28 dicembre ha debuttato in Premier League proprio contro il Manchester City.
L'11 gennaio 2024 è stato ceduto in prestito al Plymouth, club della seconda divisione inglese, ma dopo poco più di due mesi è stato richiamato a causa di un infortunio che ne ha chiuso in anticipo la stagione. Il 2 luglio seguente è tornato al Plymouth sempre in prestito, ed il 21 dicembre seguente ha segnato il suo primo gol in carriera nella partita di campionato pareggiata 3-3 contro il Middlesbrough.

### Nazionale
Ha giocato nelle nazionali giovanili inglesi Under-15, Under-16, Under-18 ed Under-19.
Il 10 maggio 2023 è stato convocato dalla nazionale Under-20 per partecipare al Campionato mondiale di calcio Under-20 2023; successivamente ha giocato anche con la nazionale inglese Under-21.

## Statistiche

### Presenze e reti nei club
Statistiche aggiornate al 5 aprile 2025.
| Stagione                    | Squadra                     | Campionato                  | Campionato | Campionato | Coppe nazionali | Coppe nazionali | Coppe nazionali | Coppe continentali | Coppe continentali | Coppe continentali | Altre coppe | Altre coppe | Altre coppe | Totale | Totale |
| Stagione                    | Squadra                     | Comp                        | Pres       | Reti       | Comp            | Pres            | Reti            | Comp               | Pres               | Reti               | Comp        | Pres        | Reti        | Pres   | Reti   |
| --------------------------- | --------------------------- | --------------------------- | ---------- | ---------- | --------------- | --------------- | --------------- | ------------------ | ------------------ | ------------------ | ----------- | ----------- | ----------- | ------ | ------ |
| 2020-2021                   | Manchester City U-21        | -                           | -          | -          | -               | -               | -               | -                  | -                  | -                  | FLT         | 3           | 0           | 3      | 0      |
| 2021-2022                   | Manchester City U-21        | -                           | -          | -          | -               | -               | -               | -                  | -                  | -                  | FLT         | 1           | 0           | 1      | 0      |
| Totale Manchester City U-21 | Totale Manchester City U-21 | Totale Manchester City U-21 | -          | -          |                 | -               | -               |                    | -                  | -                  |             | 4           | 0           | 4      | 0      |
| 2022-2023                   | Leeds Utd U-21              | -                           | -          | -          | -               | -               | -               | -                  | -                  | -                  | FLT         | 3           | 0           | 3      | 0      |
| 2022-2023                   | Leeds Utd                   | PL                          | 1          | 0          | FACup+CdL       | 1+1             | 0               | -                  | -                  | -                  | -           | -           | -           | 3      | 0      |
| 2023-gen. 2024              | Leeds Utd                   | PL                          | 1          | 0          | FACup+CdL       | 0+1             | 0               | -                  | -                  | -                  | -           | -           | -           | 2      | 0      |
| Totale Leeds Utd            | Totale Leeds Utd            | Totale Leeds Utd            | 2          | 0          |                 | 3               | 0               |                    | -                  | -                  |             | -           | -           | 5      | 0      |
| gen.-mar. 2024              | Plymouth                    | FLC                         | 10         | 0          | FACup+CdL       | 0               | 0               | -                  | -                  | -                  | -           | -           | -           | 10     | 0      |
| 2024-2025                   | Plymouth                    | FLC                         | 38         | 1          | FACup+CdL       | 3+2             | 0               | -                  | -                  | -                  | -           | -           | -           | 43     | 1      |
| Totale Plymouth             | Totale Plymouth             | Totale Plymouth             | 48         | 1          |                 | 5               | 0               |                    | -                  | -                  |             | -           | 0           | 53     | 1      |
| Totale carriera             | Totale carriera             | Totale carriera             | 50         | 1          |                 | 8               | 0               |                    | -                  | -                  |             | 7           | 0           | 65     | 1      |